# 千叶县立卫生短期大学
千叶县立卫生短期大学（日语：／ Chiba Kenritsu Eisei Tankidaigaku *）是过去一所位于日本千叶县千叶市美滨区的公立短期大学。

## 概要

### 简介
- 短期大学为于1981年开办[1]、由千叶县经营。招生到于2008年、停办于2011年。

### 历史
- 1981年 千叶县立卫生短期大学成立并同时设置四个学科、以下列举。
  - 第一护理学科
  - 第二护理学科
  - 牙科卫生学科
  - 营养学科
- 2008年 招生最后、次年停止招生（正式停办于2011年5月2日以后[1]）。

## 学校环境
- 校区：在了千叶县千叶市美滨区[注 1]

## 历任校长
- 山浦昌：最后短期大学校长[1]。

## 组织

### 学科
- 第一护理学科
- 第二护理学科
- 牙科卫生学科
- 营养学科

### 专科
| - 没有 |

### 业余课程
| - 没有 |

## 相关链接
- 日本短期大学列表